# دانشگاه خلیج عربی
دانشگاه خلیج فارس (به عربی: جامعة الخليج الفارس) این دانشگاه با حمایت کشورهای عضو شورای همکاری کشورهای عرب خلیج فارس در کشور بحرین تأسیس شده‌است. 